# Pouteria viridis
Pouteria viridis là một loài thực vật có hoa trong họ Hồng xiêm. Loài này được (Pittier) Cronquist miêu tả khoa học đầu tiên năm 1946.